# Multiplayer online battle arena

Typisk karta över ett spel i MOBA-genren.
De gula linjerna är leder där det mesta av spelet utspelar sig. Blå respektive röda prickar är försvarstorn som försvarar lederna. Ljust färgade kvartscirklar är lagens respektive baser.

Multiplayer online battle arena (MOBA) är en datorspelsgenre med realtidsstrategi där spelaren kontrollerar ett lag med målet att förstöra motståndarlagets försvar med hjälp av automatiskt genererade trupper. Det finns olika karaktärer med olika skickligheter som kan hjälpa laget i sin strategi. MOBA-spel är en blandning av actionspel, datorrollspel och realtidsstrategi.
Genren har växt i och med populariteten hos spel som Dota 2, League of Legends, Defense of the Ancients (DotA) och SMITE. Idag är spelen populära inom e-sport.

## Historia
Genren har rötter i spel som Herzog Zwei och Future Cop: LAPD I båda spelen slåss man sida vid sida med automatiskt genererade trupper.
1998 kom det en baneditor till Starcraft som kallades Staredit, som en användare använde för att skapa en bana som hette Aeon of Strife. Det blev början på de tre lederna.
När Blizzard 2003 släppte Warcraft III: Reign of Chaos med tillhörande editor kunde MOBA-tanken blomstra genom användare som skapade nya modifikationer av spelet. Genom att försöka överföra Aeon of Strife till Warcraft III föddes en karta kallad Defense of the Ancients.
2008 hade genren uppnått en sådan status att den fått kommersiell uppmärksamhet. Flera företag gav ut titlar i genren och i slutet av 2009 gavs League of Legends ut av Riot Games. Riot börjar kalla genren för Multiplayer online battle arena.
Valve Corporation anställde IceFrog, upphovsmannen till DotA, för att utveckla efterföljaren DotA 2. 2010 gavs Heroes of Newerth ut och samma år annonserade Valve för DotA 2, för att säkerställa rättigheterna. 2012 kom Valve Corporation och Activision Blizzard till en uppgörelse kring rättigheterna gällande DotA. DotA 2 kom dock inte ut förrän 2013, då man slutgiltigt hade löst rättighetsstriden. Blizzard kom senare med sitt eget fristående spel, Heroes of the Storm. 2016 finns det en allt större skara spel, såsom Smite, Paragon och många fler.